# Cell Stem Cell
Cell Stem Cell — це рецензований науковий журнал, який публікує Cell Press (Elsevier), що присвячений дослідженням стовбурових клітин та їх використанню в лікуванні стовбуровими клітинами й регенеративній медицині. 
Журнал охоплює широкий спектр тем, пов’язаних із дослідженням стовбурових клітин, включаючи біологію ембріональних, дорослих та індукованих плюрипотентних стовбурових клітин, а також їх диференціацію та потенційне використання в регенеративній медицині. Крім того, Cell Stem Cell публікує дослідження етичних, правових і соціальних проблем, пов’язаних із дослідженням стовбурових клітин, що відображає прагнення журналу розглядати ширші наслідки цієї галузі, що швидко розвивається. 

## Історія
Cell Stem Cell був заснований у червні 2007 року як дочірній журнал престижного Cell, головного наукового журналу, відомого своїми новаторськими дослідженнями в галузі молекулярної та клітинної біології. Визнаючи швидке зростання та трансформаційний потенціал досліджень стовбурових клітин, Cell Press, видавець Cell, вирішив створити спеціальну платформу для поширення високоякісних досліджень стовбурових клітин. З цією метою було створено Cell Stem Cell, щоб бути центром спільноти стовбурових клітин, забезпечуючи форум для дослідників, де вони можуть ділитися своїми висновками, обговорювати нові ідеї та сприяти співпраці. З моменту заснування журнал був присвячений публікації високоякісних оригінальних досліджень, оглядів і коментарів щодо останніх досягнень біології стовбурових клітин та їх потенційного застосування в медицині.

## Характеристика
- Видається раз на місяць, головний редактор Шейла Чарі.
- Відкритий доступ до статей відкладений, через 12 місяців.
- Дослідницькі статті та огляди публікуються приблизно у співвідношенні 7 до 1.[2][3]
- Імпакт-фактор 24,633 (2020).